# Jerzy Karpacz
Jerzy Stanisław Karpacz (ur. 20 sierpnia 1946 w Kielcach, zm. 27 kwietnia 2021 w Warszawie) – polski funkcjonariusz Milicji Obywatelskiej, polityk i prawnik. Ostatni szef Służby Bezpieczeństwa PRL, poseł na Sejm X kadencji (1989–1991).

## Życiorys
Syn Piotra i Alicji. W 1973 ukończył studia prawnicze na Uniwersytecie Jagiellońskim, w 1985 uzyskał stopień naukowy doktora nauk prawnych (specjalność: kryminalistyka, kryminologia). Odbył też kurs z zakresu szyfrów i kodów w Departamencie Szkolenia i Doskonalenia Zawodowego MSW (1972). W 1988 został docentem w Zakładzie II Instytutu III Akademii Spraw Wewnętrznych. Pracę zawodową rozpoczął w 1968 w Komendzie Wojewódzkiej Milicji Obywatelskiej w Kielcach. W 1974 został przeniesiony służbowo do Ministerstwa Spraw Wewnętrznych w Warszawie, gdzie pracował do lipca 1990. Obejmował tam funkcje naczelnika Wydziału II (1980) i zastępcy dyrektora (1983) Biura Śledczego MSW, którym następnie kierował w latach 1985–1988. Później był zastępcą szefa Służby Bezpieczeństwa, generała Henryka Dankowskiego (1988–1989). Od 1984 do 1985 kierował Biurem Organizacyjno-Prawnym MSW. Od 1 listopada 1989 do 11 maja 1990 zajmował stanowisko ostatniego szefa Służby Bezpieczeństwa. Pracując w Milicji Obywatelskiej, doszedł do stopnia pułkownika. Pracował również w Ośrodku Badawczo-Rozwojowym „Skarżysko”.
W 1989 został wybrany na posła na Sejm kontraktowy z ramienia Polskiej Zjednoczonej Partii Robotniczej w okręgu skarżyskim. W Sejmie zasiadał w Komisji Administracji i Spraw Wewnętrznych i Komisji Ustawodawczej, na koniec kadencji był członkiem Parlamentarnego Klubu Lewicy Demokratycznej. Po zakończeniu pracy w parlamencie wycofał się z działalności politycznej i podjął pracę w zawodzie radcy prawnego.
Pochowany na cmentarzu Wojskowym na Powązkach (kwatera B29KOL/7/2).

## Odznaczenia
- Krzyż Oficerski Orderu Odrodzenia Polski (1984)
- Krzyż Kawalerski Orderu Odrodzenia Polski (1979)
- Złoty Krzyż Zasługi (1983)
- Brązowy Krzyż Zasługi (1978)
- Medal 40-lecia Polski Ludowej[4]